# Guadalmedina
Il Guadalmedina è un fiume della Spagna tributario del Mar Mediterraneo, in cui sfocia presso Malaga.
Il fiume nasce nella Sierra de Caramolos, nei monti di Malaga, e precisamente dal Pico de la Cruz, che funge anche da spartiacque tra i bacini idrografici mediterraneo ed atlantico. La sorgente si trova ad un'altitudine di 1.433 metri.
Nel suo breve corso (appena 47 km) il Guadalmedina bagna Casabermeja e poi scende lungo la valle percorsa anche dalla superstrada per Malaga, fino a sfociare nel Mediterraneo dopo aver attraversato un bacino artificiale chiamato Embalse del Limonero e la stessa città di Malaga. Anticamente, il Guadalmedina lambiva il centro storico fortificato, che si trovava solamente sulla sponda sinistra del fiume.
La deforestazione della valle del Guadalmedina, iniziata nel XVI secolo in seguito all'incorporazione della regione nel regno di Castiglia, causò una rapida erosione delle sponde del fiume che, unita al carattere torrentizio dello stesso, fu causa di ripetute e devastanti inondazioni (note come riás nel dialetto andaluso locale). Solo nel 1929 vennero intrapresi lavori sistematici di rafforzamento degli argini. La successiva sensibilizzazione ambientale ha fatto sì che gran parte della conca del Guadalmedina fa oggi parte del Parque Natural Montes de Málaga.
Al pari di molti corsi d'acqua della Spagna del sud, il nome del fiume è di origine araba e significa "fiume della città" (wādī al-madīna).
Attraversa il territorio dei comuni di Antequera, Colmenar, Casabermeja e Malaga, tutti compresi nella provincia di Malaga.

## Schema del corso
| Sponda sinistra           | Sponda sinistra | Sponda sinistra | Sponda destra | Sponda destra | Sponda destra |
| Affluenti                 | Div. amm.       | Comuni          | Comuni        | Div. amm.     | Affluenti     |
| ------------------------- | --------------- | --------------- | ------------- | ------------- | ------------- |
|                           | Malaga          | Colmenar        | Antequera     | Malaga        |               |
| Casabermeja               | Malaga          | Colmenar        |               | Malaga        |               |
| Casabermeja               | Malaga          |                 |               | Malaga        |               |
| Malaga                    | Malaga          |                 |               | Malaga        |               |
| Foce nel Mar Mediterraneo |                 |                 |               |               |               |